# Maksym Jevhenovyč Levin

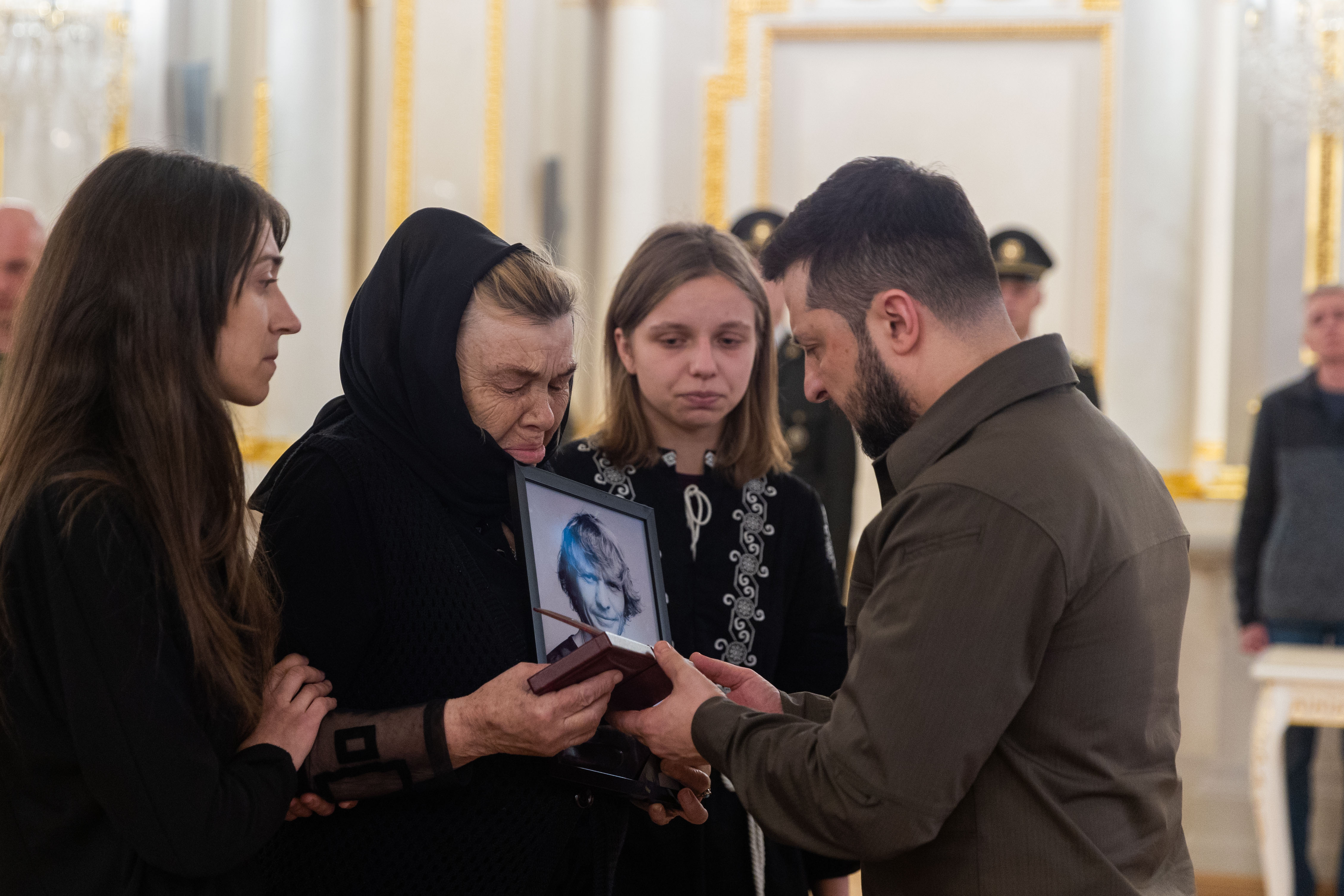
Levin dostává posmrtně ocenění od prezidenta Zelenského. Prezident Ukrajiny Volodymyr Zelenskyj předal řády Zlaté hvězdy vojákům ozbrojených sil Ukrajiny, kteří získali titul Hrdina Ukrajiny, a členům vojenských rodin, kterým byl tento titul udělen posmrtně. Kromě toho byl fotoreportér Maxim Levin 5. dubna 2022 posmrtně vyznamenán Řádem odvahy.

Maksym Jevhenovyč Levin, známější jako Max Levin (7. července 1981, Bojarka, Ukrajina – asi 13. března 2022, Kyjevská oblast, Ukrajina)  byl ukrajinský fotoreportér, dokumentární fotograf pracující pro Reuters a BBC. Zemřel během dokumentování ruské invaze na Ukrajinu v roce 2022.

## Životopis
Maksym Levin se narodil 7. července 1981 v Bojarce, okres Kyjev-Sviatošynskyj, oblast Kyjev na Ukrajině.
Vystudoval Kyjevský polytechnický institut (nyní Národní technická univerzita Ukrajiny, obor - inženýr počítačových systémů).
Pracoval jako fotoreportér pro časopis Pensija, noviny Kyjevskyje vedomosty, fotografickou agenturu Fotolenta a UNIAN; Gazeta 24 (2007-2008), internetový zpravodajský portál lb.ua (2010-2020); jako nezávislý pracovník pro Focus, Profil, Ukrainskyj tyždeň, Reuters a Associated Press a psůobil také jako kameraman a fotograf pro digitální vysílání hromadske (2021–2022).
Zemřel, když pořizoval fotoreportáž ruské invaze na Ukrajinu v roce 2022: spojení s Levinem bylo ztraceno 13. března, když se vydal do vesnice Huta-Mežyhirska v oblasti Kyjeva dokumentovat důsledky ruské agrese. Dne 1. dubna, po dlouhém pátrání, policie našla jeho tělo. Střepina ho zasáhla do hlavy, na sobě měl novinářskou vestu.
Levin měl manželku a čtyři syny.

## Dědictví
Je autorem dokumentárního projektu o armádě Afterilovaisk a projektu o odpovědném rodičovství Klub otců. Od začátku války na Donbasu zde působil jako dokumentární fotograf.
Účastník akcí v Ilovajsku v roce 2014.

## Výstavy
Podle zdroje:
- „Majdan: Lidský faktor“
- "Ukrajina 24. Válka a mír, Los Angeles
- „Konfliktní zóna: Ukrajina“, Chicago
- „Donbas Válka a mír“, Evropský parlament, Brusel
- „Donbas: Válka a mír“, Praha, skupinová výstava fotografií dokumentující bitvu u Ilovajska 2014 v Národním muzeu Tarase Ševčenka v Kyjevě
- Dokumentární projekty o autistických dětech a svobodných otcích

## Ceny a vyznamenání
- Řád za zásluhy III. stupně (5. června 2015) - za významný osobní přínos k rozvoji tuzemské žurnalistiky, mnohaletou dřinu a vysokou profesionalitu.[10]